# Bela II., ugarsko-hrvatski kralj
Bela II. Slijepi (mađ. II. Vak Béla) (o. 1108. – 14. veljače 1141.), ugarsko-hrvatski kralj (1131. – 1141.) iz ugarske dinastije Arpadovića. Član je mlađeg ogranka dinastija i zbog tjelesne mane nije mogao imati veći utjecaj na političke i vojne poslove, te je vođenje kraljevine prepustio drugima, naročito supruzi, kraljici Jeleni Vukanović od roda Vojislavljevića († iza 1146.). Najveća mu je vrijednost što je spasio dinastiju od izumiranja.

## Životopis
Rodio se u obitelji mlađeg sina ugarskog kralja Gejze I. (1074. – 1077.), hrvatskog kralja i hercega Almoša († 1127.) i kijevske kneginje Predslav Rjurikovič. Njegov otac Almoš se više puta sukobljavao s bratom kraljem Kolomanom (1095. – 1116.) oko ugarske krune, te je Koloman kako bi osigurao prijestolje i nasljedstvo svome maloljetnom sinu Stjepanu dao 1115. godine oslijepiti brata Almoša i njegova devetogodišnjeg sina Belu da ih ukloni s prijestolja i hrvatskog herceštva. Nakon tog okrutnog čina, otac i sin su bili utamničeni u samostanu Dömös na Dunavu, nedaleko od Vaca, gdje su ostali zatvoreni do Kolomanove smrti 3. veljače 1116. godine. Nakon toga je Almoš uspio pobjeći, uz pomoć odanih velikaša, u Bizant na dvor cara Aleksija I., njegova sina Ivana i rođakinje Piroške-Irene, a slijepoga je sina Belu ostavio na skrb povjerljivim redovnicima u pečvaradskom samostanu, gdje ga Kolomanov nasljednik Stjepan II. nije uspio pronaći do potkraj svog života.
Potkraj života, nemajući potomstva kralj Stjepan II. želio je pronaći rođaka Belu kako bi mu predao prijestolje. To mu je naposljetku uspjelo, te ga je primio na kraljevski dvor, proglasio prijestolonasljednikom i oženio kćerkom srpskog velikog župana Uroša I., Jelenom Vukanović. Poslije kraljeve smrti, Bela II. je okrunjen za kralja 28. travnja 1131. godine. Zbog sljepoće Bela II. nije imao većeg utjecaja na prilike u državi, a vrijeme je često provodio opijajući se. Zbog toga je upravu države prepustio svojoj supruzi Jeleni i njenom bratu Belošu, ugarskom palatinu i hrvatskom banu.
Ugarska se ubrzo podijelila na dvije stranke; kraljeve pristaše i protivnike. Pristaše su uglavnom dolazile iz redova svećenstva, koje je kralja spasilo. Protivnici su imali udjela u osljepljenju Bele i oca mu Almoša, a dobili su i neka njihova imanja. Njih je vrlo neugodno iznenadilo otkriće da je Bela živ, a sada su se počeli pribojavati kraljeve osvete i gubitka imanja. Uz to su neki velikaši postavljali pitanje može li Bela uopće vladati nakon što je tolike godine proveo u samostanu, a uz to je i slijep. Zbog toga su odlučili na vlast dovesti novog kralja, a to je bio Boris Kolomanović, sin kralja kralja Kolomana i ruske kneginje Eufemije, kojeg je Koloman odbio priznati zakonitim sinom okrivljujući svoju suprugu zbog bračne nevjere. Eufemija se vratila u Rusiju i odgojila ga kao zakonitog nasljednika hrvatsko-ugarske krune. Zbog toga je on počeo tražiti saveznika da stekne vlast u svojoj baštini.
Prvo se obratio za pomoć bizantskom caru Ivanu II. Komnenu. Car je prije podupirao Belu i Almoša, ali je sada vrlo srdačno primio pretendenta, dodijelio mu razne časti, dosta novca, te jednu svoju rođakinju za suprugu. Boris se potom vratio u Rusiju nagovarajući ruske i poljske knezove da mu pomognu da dođe na vlast.
Saznavši za to kralj Bela je otpočeo pripreme za rat. Sklopio je savez s austrijskim nadvojvodom Leopoldom III, koji mu je poslao i vojnu pomoć. Potom je sazvao sabor velikaša na kojem je dao pobiti Borisove pristaše, a njihova imanja zaplijeniti. Jedan dio se ipak uspio spasiti i pobjeći u Poljsku na dvor Boleslava III. Krivoustog.
Boleslav i Boris su krenuli u pohod, ali je na rijeci Šajo stigla vijest da je češki knez Belin rođak Sobjeslav I. napao Šlesku, pa se poljski knez morao vratiti natrag. Ponovno je pokušao 1133. i 1134., no Bela je napade suzbio. Kada se poljski vladar sukobio s njemačkim carem Lotarom III., sklopio je Bela II. s njim mir i savez protiv Poljske.  Ubrzo je i Boleslav uvidio nesupjeh svoje vojne, pa je 1135. sklopio primirje, a 1137. mir s Ugarskom. Već iduće godine Boleslav je umro, pa je Boris krenuo tražiti novog saveznika.
Godine 1133. godine Bela je preoteo Dalmaciju Mletačkoj Republici osim Zadra i kvarnerskih otoka. Od 1138. godine se spominje i kao kralj Bosne. Da bi učvrstio veze s Njemačkom zaručio je svoju kćer Sofiju za Henrika, sina njemačkog kralja Konrada III.
Kralj Bela II. je spasio Arpadoviće od izumiranja i osigurao dinastiji vlast još 160 godina. Iz braka s Jelenom dobio je tri sina: Gejzu, Ladislava i Stjepana.
Umro je 14. veljače 1141. godine, a nasljedio ga je sin Gejza II.

## Vanjske poveznice
- Bela II. Slijepi Hrvatska enciklopedija
- Bela II. Slijepi Proleksis enciklopedija
- Bela II (king of Hungary) (engl.)

| Prethodnik:                 | Bela II. Slijepi (1131. - 1141.) | Nasljednik:               |
| Stjepan II. (1116. - 1131.) | Bela II. Slijepi (1131. - 1141.) | Gejza II. (1141. - 1162.) |